# موکی سلام
موکی سلام (انگلیسی: Mookie Salaam) یک ورزشکار رشته دو و میدانی اهل ایالات متحده آمریکا است.